# Střítež (Dolní Kralovice)
Střítež je malá vesnice, část obce Dolní Kralovice v okrese Benešov. Nachází se asi 2 km na severozápad od Dolních Kralovic. V roce 2009 zde bylo evidováno 48 adres.
Střítež leží v katastrálním území Dolní Kralovice o výměře 8,15 km².

## Historie
První písemná zmínka o vesnici pochází z roku 1352.